# Black Moon (groupe)
Pour les articles homonymes, voir Black Moon.
Black Moon est un groupe de hip-hop américain originaire de Brooklyn (New York). Le groupe est notamment connu pour son single Who Got Da Props? et son premier album  Enta da Stage.  

## Biographie
Black Moon est un acronyme pour Brothers who Lyrically Act and Combine Kickin Music Out On Nations,. Le groupe débute en 1992 par le single Who Got Da Props? Avec l'aide de DJ Chuck Chillout, Black Moon publie son premier album, Enta da Stage, sur le label Nervous Records le 15 novembre 1993. Vendu à plus de 350 000 exemplaires, l'album est considéré[Par qui ?] comme un classique du hip-hop. Il atteint la 7e place du classement Billboard Heatseekers et la 33e des R&B Albums. Les chansons Who Got da Props?, Ack like U Want It,  Buck Em Down, How Many MC's... et I Got Cha Opin (Original) sont incluses sur l'album. Le single How Many MC's... sample le titre Hydra de Grover Washington Jr.. Buck Em Down et I Got Cha Opin (Remix) se classent plusieurs fois dans les hit-parades.
Après la sortie de l'album, Black Moon fait une pause durant laquelle DJ Evil Dee continue de produire avec les Beatminerz tandis que Buckshot forme le groupe Boot Camp Clik, avec Smif-n-Wessun, Heltah Skeltah et O.G.C. Après plusieurs projets, Buckshot reforme Black Moon sur le label Duck Down Records. En 1996, Nervous Records publie une compilation composée de remixes et de faces B.
Le 23 février 1999, le groupe publie le très attendu[réf. nécessaire] War Zone. Pour ce deuxième album, Black Moon change de style musical, celui-ci devient plus calme et plus mûr. Malgré des ventes plutôt décevantes, War Zone reçoit de bonnes critiques. Le single-titre reprend le titre No Fear du groupe O.G.C. 
Quatre ans après ce deuxième opus, ils publient leur troisième, Total Eclipse.
En 2006, Black Moon sort la mixtape Alter the Chemistry.

## Discographie

### Albums studio
- 1993 : Enta da Stage
- 1999 : War Zone
- 2003 : Total Eclipse
- 2019 : Rise of Da Moon

### Mixtape
- 2006 : Alter the Chemistry

### Compilation
- 1996 : Diggin' in dah Vaults

### Singles
- 1993 : Who Got Da Props?
- 1993 : How Many MC's ...
- 1994 : Buck Em Down
- 1994 : I Got Cha Opin (Remix)
- 1996 : How Many Emcees (Musci Get Dissed) [DJ Evil Dee Remix]
- 1999 : Two Turntables & A Mic
- 1999 : This Is What It Sound Like (Worldwind)
- 1999 : Jump Up
- 2003 : Stay Real
- 2003 : That'z How It Iz
- 2003 : Why We Act This Way